# Amtsgericht Niebüll

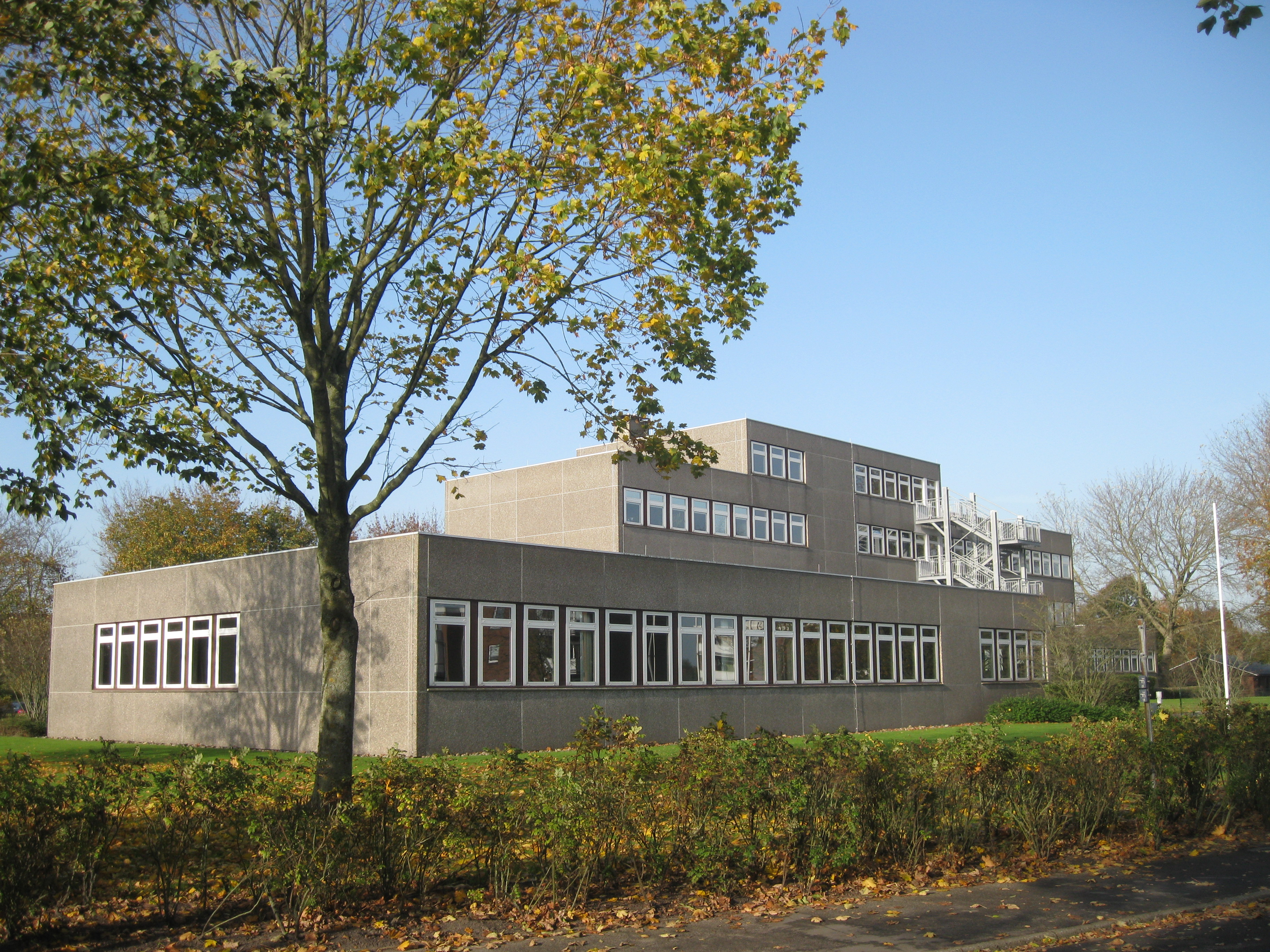
Amtsgericht Niebüll

Das Amtsgericht Niebüll ist ein deutsches Gericht der ordentlichen Gerichtsbarkeit. Es ist eines von vier Amtsgerichten (AG) im Bezirk des Landgerichtes Flensburg und eines von noch 22 Amtsgerichten im Land Schleswig-Holstein.

## Gerichtssitz und -bezirk

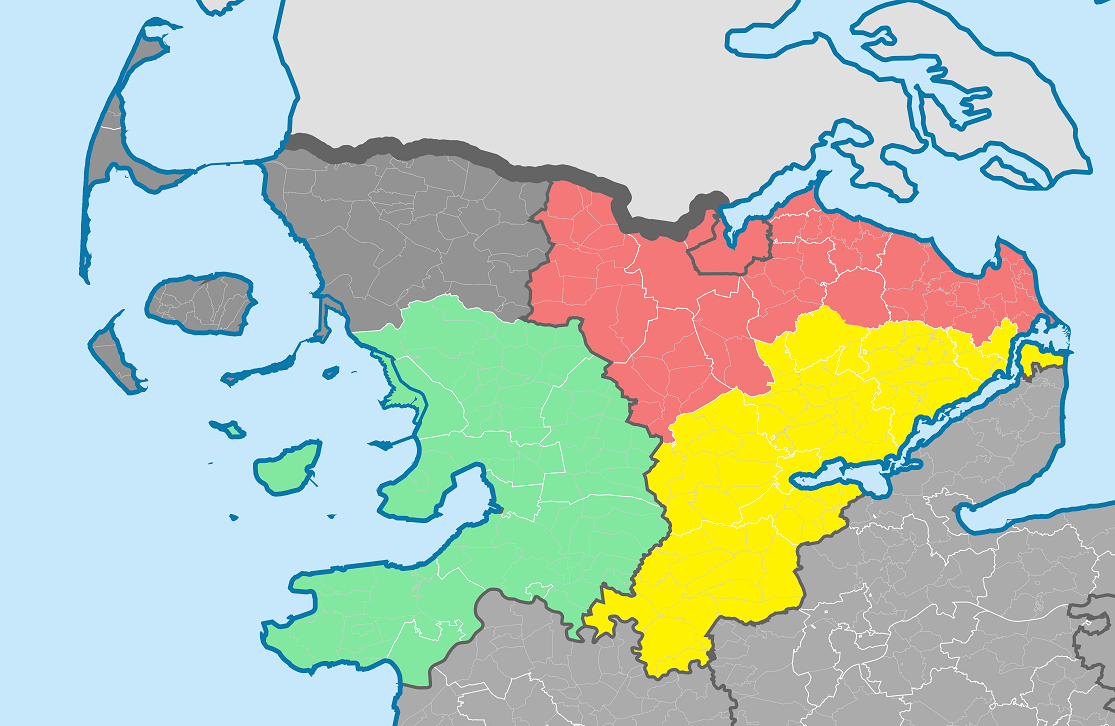
Gerichtsbezirke der dem LG Flensburg nachgeordneten Amtsgerichte
AG Niebüll
AG Flensburg
AG Husum
AG Schleswig

Das Gericht hat seinen Sitz in der Stadt Niebüll.
Der Gerichtsbezirk umfasst das Gebiet der folgenden Städte und Gemeinden.
| - Achtrup - Alkersum - Aventoft - Borgsum - Bosbüll - Braderup - Bramstedtlund - Dagebüll - Dunsum | - Ellhöft - Emmelsbüll-Horsbüll - Enge-Sande - Friedrich-Wilhelm-Lübke-Koog - Galmsbüll - Gröde - Hörnum - Holm - Humptrup | - Kampen - Karlum - Klanxbüll - Klixbüll - Ladelund - Langeneß - Leck - Lexgaard - List auf Sylt | - Midlum - Nebel - Neukirchen - Nieblum - Niebüll - Norddorf - Oevenum - Oldsum - Risum-Lindholm | - Rodenäs - Sprakebüll - Stadum - Stedesand - Süderende - Süderlügum - Sylt - Tinningstedt - Uphusum | - Utersum - Wenningstedt-Braderup - Westre - Witsum - Wittdün - Wrixum - Wyk auf Föhr |

Das Amtsgericht Niebüll ist im eigenen Bezirk auch Insolvenzgericht.

## Gerichtsgebäude
Das Gerichtsgebäude befindet sich im Sylter Bogen 1a, 25899 Niebüll.

## Übergeordnete Gerichte
Dem Amtsgericht Niebüll unmittelbar übergeordnet ist das Landgericht Flensburg. Dieses gehört zum Bezirk des Schleswig-Holsteinischen Oberlandesgerichts in Schleswig.